# Fehérvár AV19
Fehérvár AV19 – węgierski klub hokejowy z siedzibą w Székesfehérvár.

## Historia
Historyczne nazwy

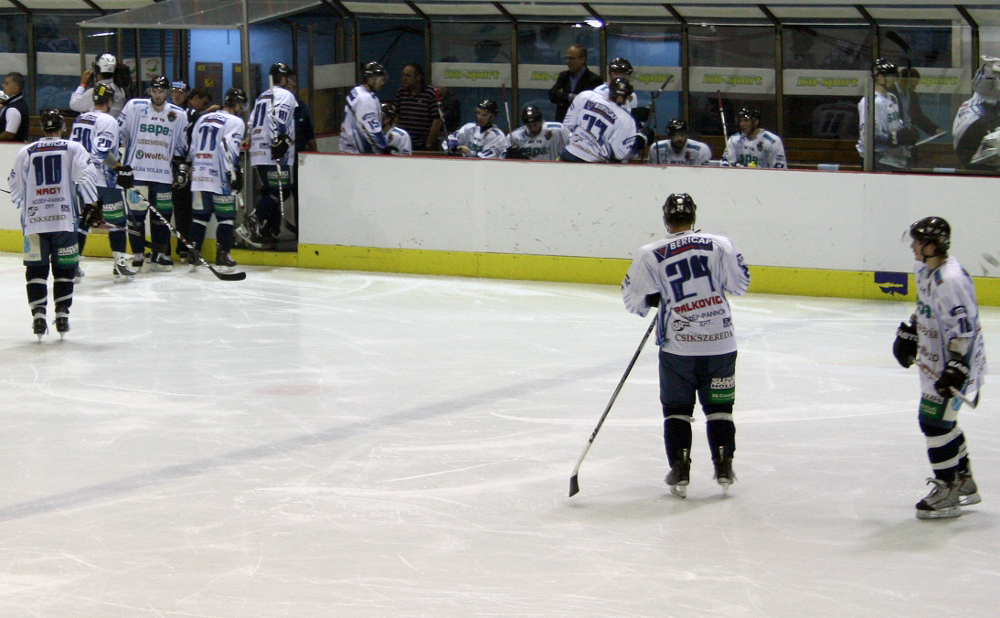
Zawodnicy Alba Volán (2009)

- Alba Volán Székesfehérvár (1960–1998)
- Alba Volán-Riceland (1998–2000)
- Alba Volán-FeVita (2000-2007)
- Alba Volán Székesfehérvár (2007-2009)
- Sapa Fehérvár AV19 (2009–2014)
- Fehérvár AV19 (2014–)
  - Hydro Fehérvár AV19 (2019–)

Od 2003 roku klub jest nieprzerwanie mistrzem Węgier w tamtejszych rozgrywkach OB I bajnokság.
Od sezonu 2007/2008 występuje także w Österreichische Eishockey-Liga, jednakże jednocześnie rezerwy klubu występują w rodzimej lidze węgierskiej. Od sezonu 2009/10 klub zrezygnował natomiast ze startu w południowo-wschodnioeuropejskich rozgrywkach MOL Liga, skupiających zespoły z Węgier oraz Rumunii.
Od sezonu 2009/2010 drużyna występuje pod nazwą SAPA Fehérvár AV19, zaś ostatni człon nazwy oznacza "Alba Volan" a liczbę "19" wpisano dla upamiętnienia wybitnego wychowanka klubu i zarazem reprezentacji Węgier Gábora Ocskaya, zmarłego 25 marca 2009 roku (grał z nr 19 na koszulce). W edycji 2009/2010 drużynę trenował Fin Jarmo Tolvanen, zwolniony po sezonie. Stało się tak pomimo zdobycia mistrzostwa Węgier oraz pierwszego, po trzech latach gry w lidze EBEL, awansu do ćwierćfinału tych rozgrywek. Jego następcą został Szwedzki szkoleniowiec Ulf Weinstock (dotąd trenował rumuński klub SC Miercurea Ciuc).

## Sukcesy
- Złoty medal mistrzostw Węgier (13 razy): 1981, 1999, 2001, 2003, 2004, 2005, 2006, 2007, 2008, 2009, 2010, 2011, 2012
- Złoty medal Interligi (2 razy): 2003, 2007
- Ćwierćfinał EBEL: 2010
- Trzecie miejsce w Pucharze Kontynentalnym (1 raz): 2005